# Langer Oskar
Langer Oskar war der Spitzname, den die Bürger der Stadt Hagen (Nordrhein-Westfalen, Deutschland) dem 98 Meter hohen Bürohochhaus der Sparkasse Hagen gegeben haben. Das Gebäude befand sich in der Innenstadt von Hagen und galt als ein Wahrzeichen der Region. Eingeweiht wurde das Hochhaus am 29. November 1975, sein Spitzname ist, vermutlich als Analogie zum Langen Eugen in Bonn, eine Anspielung auf den damaligen Hagener Sparkassendirektor Oskar Specht.
Am 7. März 2004 wurde das Hochhaus per Sprengung abgerissen, da die notwendige Sanierung von Fassade, Treppenraum, Klimaanlage und Heizung sowie die Nachrüstung eines zweiten Treppenraums aus Brandschutzgründen weit teurer als Abriss und Neubau geworden wären. Es entstand stattdessen ein fünfgeschossiger Neubau mit dem Namen Sparkassen-Karree.

## Geschichte
Der Architekt des Gebäudes ist Karl-Heinz Zernikow aus Hagen. Am 1. August 1972 wurde der Bau begonnen und am 29. November 1975 fertiggestellt. Die bebaute Fläche betrug 634 m², die Nutzfläche 12.634 m² (Bürofläche: 7.621 m²). Das Gebäude war 98 m hoch, 37,4 m lang und 18,6 m breit. Die Fassade bestand aus einer mit asbesthaltigen Baustoffen belasteten, vorgehängten Aluminiumkonstruktion mit einer Fläche von ca. 10.300 m². Der umbaute Raum des Hochhauses betrug ca. 64.700 m³. Eine statische Besonderheit war die durchgängige Stahlbetonscheibe, die in Verbindung mit den Aufzugsschächten der horizontalen Aussteifung des Gebäudes diente: 102 m lang, 9 m breit und bis zu 1,82 m dick.
Das Sparkassenhochhaus umfasste 22 Etagen, davon zwei im Untergeschoss. Im Laufe der Zeit wurde die Etagenbelegung durch organisatorische Maßnahmen immer wieder geändert. Auch die anfangs auf der achten Etage ansässige Stadtbücherei verlegte ihren Betrieb später in ein anderes Gebäude.
Die Büroräume waren als funktionale Großraumbüros mit Klimaanlagen und gleichmäßiger Beleuchtung angelegt. Zeitgemäße und funktionelle Einrichtung sowie moderne Etagenküchen sollten für größtmögliche Effizienz sorgen. Es wurden zusätzlich gesonderte Besprechungsräume eingerichtet, um in individuellen Gesprächen mit Kreditkunden ungestört zu sein. In jeder Etage gab es Pausenräume mit Küchen, Heißwassergeräten und Getränkeautomaten. Gutes Arbeiten sollte auch durch die Anordnung der Möbel, große Pflanzschalen, freundliche Farben und zahlreiche Kunstwerke geschaffen werden.
1986 wurde das Hochhaus renoviert. Dies beinhaltete das Entfernen der Holzverkleidungen im Fluchttreppenhaus auf Anweisung der Feuerwehr sowie eine Neuisolierung des Daches. Des Weiteren klagten die Mitarbeiter nach dem Einzug Ende 1975, dass in den Großraumbüros schlechte Luft sei. Mehrere Mitarbeiter erlitten einen Kreislaufzusammenbruch. Schuld war die Lüftungsanlage, die überwiegend nur die benutzte Raumluft umwälzte. 1986 wurde die Lüftungsanlage ebenfalls saniert.

## Foyer
Im Foyer befand sich eine Pförtnerloge, die rund um die Uhr besetzt war. Vier Mitarbeiter wechselten sich regelmäßig zwischen Früh- und Nachtschicht ab. Von hier wurde das gesamte Objekt überwacht und kontrolliert. Des Weiteren befanden sich dort die Telefonzentrale, über die alle Anrufe vermittelt wurden.
Das Foyer wurde auch als Veranstaltungsort genutzt; in der Tradition des Hagener Impulses fanden dort zahlreiche Kunst- und Kunstgewerbeausstellungen statt. Sehr populär waren auch die zum Weltspartag stattfindenden Kindertheateraufführungen (Reibekuchentheater) im Foyer, das bei dieser Gelegenheit regelmäßig sehr gut besucht war.

## Dach
Der Kran auf dem Hochhaus, zuerst grün, später weiß gestrichen, diente dazu, schwere Bauteile und Maschinen wie z. B. Aufzugs- und Kältemaschinen in die entsprechende Etage zu transportieren. Des Weiteren wurden am Rohbau schwere Materialien für die Außentechnik befördert.
Die Befahranlage für die schwebende Gondel des Fensterputzers wurde durch den Kran auf die jeweils zu reinigende Seite des Hochhauses befördert. Neben dem Kran wurden auch noch eine Funkstation der Telekom sowie eine Windrichtungsanzeige installiert.

## Sicherheitseinrichtungen
Von einem Schaltpult aus konnten alle wesentlichen technischen Einrichtungen überwacht werden. So war es möglich, einen Defekt rechtzeitig zu erkennen und zu beheben. In jeder Etage gab es Anschlüsse für Löschwasser, automatische Feuerlöschanlagen nach dem Sprinklersystem sorgten für die nötige Feuersicherheit. In jedem Geschoss waren ca. 80 Sprinkler installiert. Rauchmelder, Sicherheitstreppenhäuser und Fluchtbalkone ergänzten das System der Sicherheitsvorkehrungen.
Bei Stromausfall versorgte ein Notstromgenerator ohne wahrnehmbare Unterbrechung alle funktionswichtigen Teile wie Sprinkleranlagen, Lastenaufzug, Entlüftung und Notbeleuchtung.

## Autoschalter
Der Autoschalter war ein Service der Sparkasse Hagen. Bis zum Abriss des Langen Oskars konnten Kunden innerhalb der Öffnungszeiten der Sparkasse hier Ein- und Auszahlungen und sämtliche anderen Bankgeschäfte vom Pkw aus tätigen. Über eine gesonderte Fahrspur durch die Grashofstraße zwischen dem Langen Oskar, dem Rechtsamt und der Stadtkasse gelangte man zum Autoschalter, einem ca. sechs Quadratmeter großen Raum, der von einer Mitarbeiterin aus dem Kundenservice besetzt war.

## Sanierungspläne zur Jahrtausendwende
Neben einer neuen Fassade, die deutlich bessere Wärmedämmwerte als die Fassade von 1975 aufgewiesen hätte, war auch die Klimaanlage zur erneuern, die noch mit dem Kühlmittel FCKW betrieben wurde, das auf dem Markt nicht mehr zu beschaffen war. Die Restnutzungsdauer mit dem vorhandenen Kühlmittelbestand war somit begrenzt.
Die Erneuerungsmaßnahmen für Fassade, Treppenhaus, Klimaanlage und Heizung führten neben weiterem Aufwand für diverse Einzelmaßnahmen (wie Erneuerung der Beleuchtung, der Teppichböden, Veränderungen an der Sprinkleranlage und an den Elektroverteilungen) zu einem Sanierungsaufwand von ca. 42 Millionen DM; pro Quadratmeter hätten sich somit Kosten von 5.600 DM ergeben. Die Kosten für einen Neubau hätten sich aber nur auf 3.500 DM pro Quadratmeter belaufen. Selbst wenn all diese Maßnahmen durchgeführt worden wären, hätte das Sparkassenhochhaus niemals die Wirtschaftlichkeit eines Neubaus erreicht. Dieses von einem unabhängigen Gutachterbüro ermittelte Ergebnis war auch für die Sparkasse in seiner Eindeutigkeit überraschend.
Hinzu kam, dass die Stadt Hagen ihren Raumbedarf nicht mehr durch Anmietung von Büroflächen decken wollte. Das hätte für den Langen Oskar zur Folge gehabt, dass rund ein Drittel der Räume leer gestanden hätte. Diese Büroflächen wären angesichts der Sanierungskosten kaum zu kostendeckenden Preisen zu vermieten gewesen. Auch entsprach der Grundriss der Geschosse nicht mehr den Anforderungen für Büroflächen im 21. Jahrhundert. Die wirtschaftlichen Gründe für einen Neubau waren damit so stark, dass die Tatsache, dass der Lange Oskar ein markanter Punkt im Erscheinungsbild der Stadt war, kein ausreichendes Argument für die Erhaltung und Sanierung des Hochhauses bilden konnte.

## Abriss und Sprengung 2004
Am 7. März 2004 um 10:53 Uhr wurde das Gebäude nach Durchführung einer höchst umfangreichen Entkernung und Schadstoffsanierung sowie nach konventionellem Rückbau der Nebengebäude (Stadthaus) mit ca. 56.500 m³ umbautem Raum in der bis dahin größten Sprengung eines Hochhauses in Europa niedergelegt. Die Sprengmeister hatten 1450 Sprengladungen mit einer Gesamtmasse von 250 kg so an dem Gebäude angebracht und gezündet, dass sich das gesamte Hochhaus (Gewicht: 26.000 Tonnen Beton und Stahl) zunächst faltete (sog. Kipp-Kollaps-Sprengung) und dann in ein dafür vorgesehenes 55 m langes Fallbett legte, ohne dabei Nachbargebäude zu beschädigen.
Die erfolgreiche Sprengung gilt als Meisterleistung der ausführenden Planungs-, Abbruch- und Sprengfirmen aus Nordrhein-Westfalen und Thüringen. Etwa 40.000 Zuschauer beobachteten das Ereignis, das landesweit live im WDR Fernsehen übertragen wurde, u. a. moderiert von Gregor Schnittker.
Zur Sicherheit der Anwohner und Zuschauer wurde der Bereich um das Gebäude in zwei Zonen aufgeteilt, in denen sich niemand im Freien aufhalten durfte. Zone I mit einem Radius von 140 Metern wurde am frühen Morgen vollständig evakuiert. In der Zone II mit einem Radius von 140 bis 200 Metern durften sich die Anwohner nur in den rückwärtigen Räumen aufhalten. Zum Schutz der Fassaden vor umherfliegendem Gestein und Splittern wurden die umliegenden Gebäude mit Schutzgerüsten und einem Vorhang aus Textilvlies überzogen.
Die Stadt nahm das international beachtete Ereignis zum Anlass für ein buntes Rahmenprogramm. Es gab unter anderem die Möglichkeit der Übernachtung mit „Sprengfrühstück“. Bereits am Vorabend gab es in 15 Lokalen der Innenstadt Live-Musik. Eine Person versuchte sogar, einen Balkonplatz bei Ebay zu versteigern.
Auch nach der Sprengung hatte dieses Gebäude nicht an Anziehungskraft verloren. „Trümmertouristen“ versuchten, wie nach dem Fall der Berliner Mauer, sich ein Stück Gebäude zu sichern.
Auf dem Gelände befindet sich weiterhin die Hauptgeschäftsstelle der Sparkasse Hagen (mittlerweile Sparkasse an Volme und Ruhr). Zwischen 2004 und 2006 wurde ein fünfstöckiges Gebäude mit dem Namen Sparkassen-Karree errichtet, in dem sich neben der Sparkasse auch einige andere Ladenlokale und gastronomische Einrichtungen befinden.
Am 29. August 2014 ist ein Buch über den Gebäudekomplex erschienen.

## Galerie

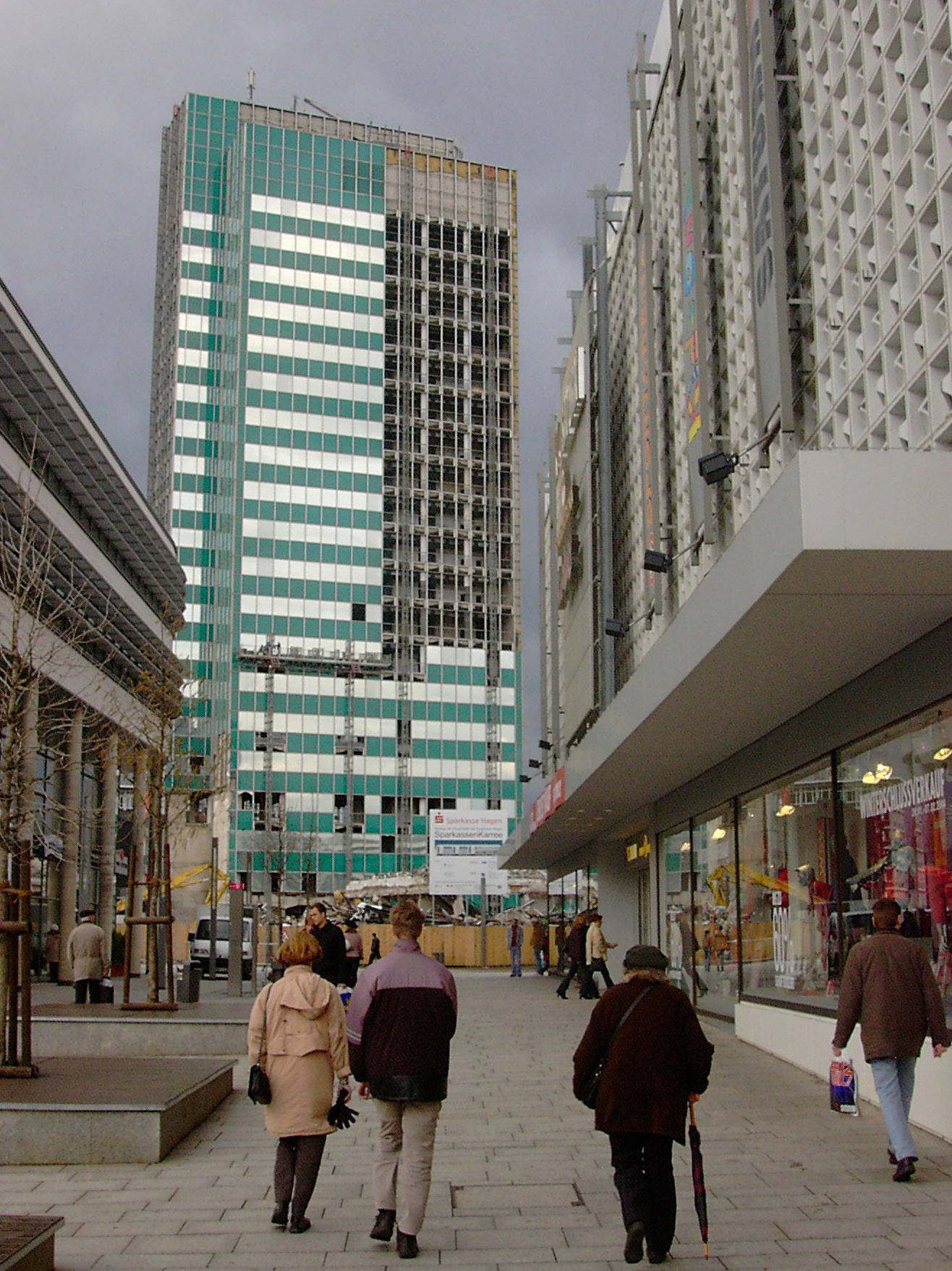
Langer Oskar wenige Wochen vor der Sprengung; die ursprüngliche Fassade ist bereits teilweise abgenommen.
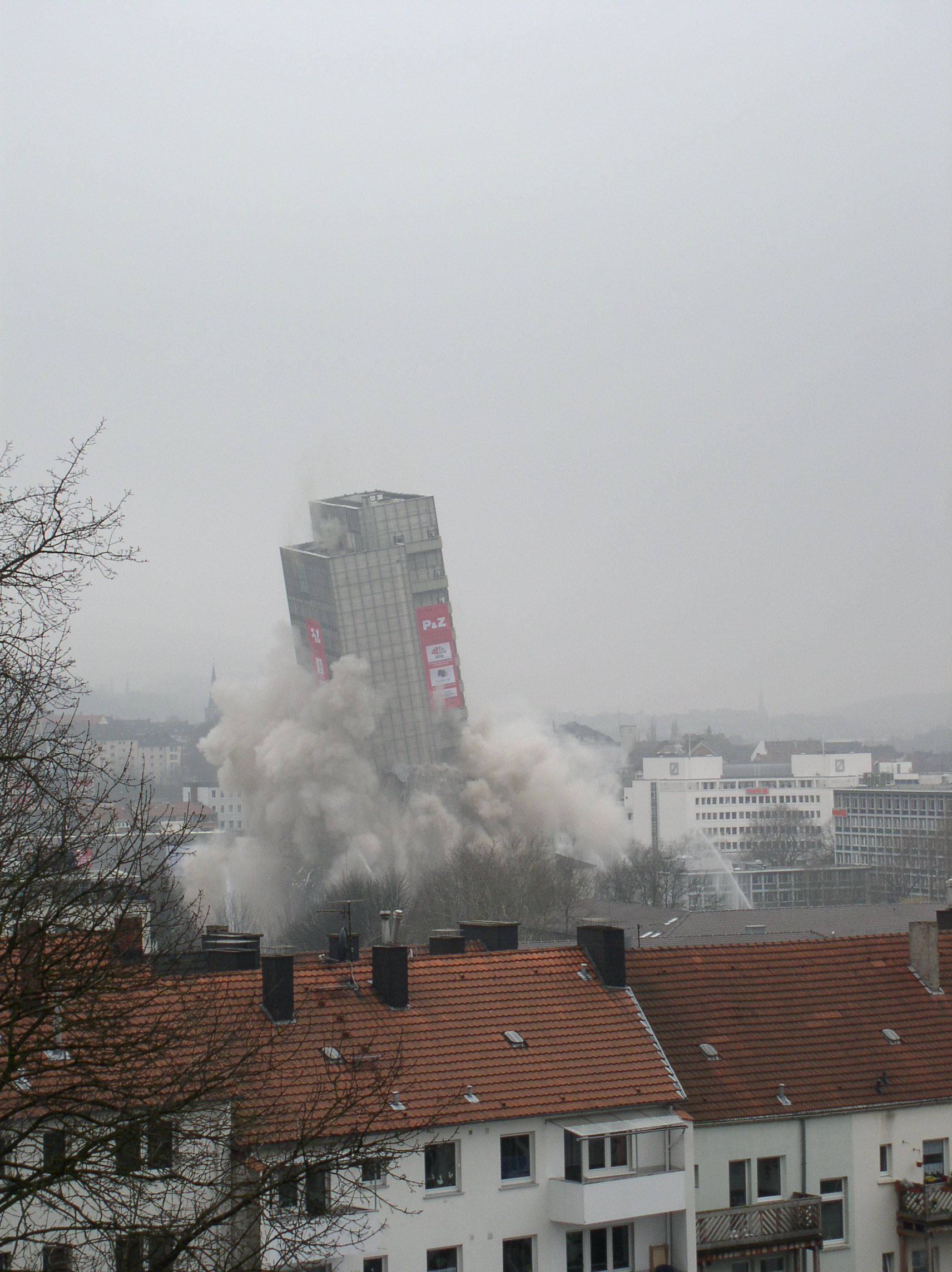
Sprengung des Langen Oskar
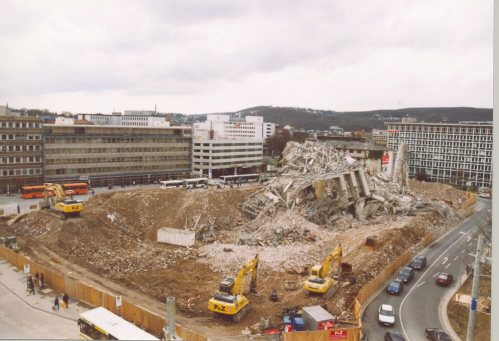
Der Lange Oskar eine Woche nach der Sprengung
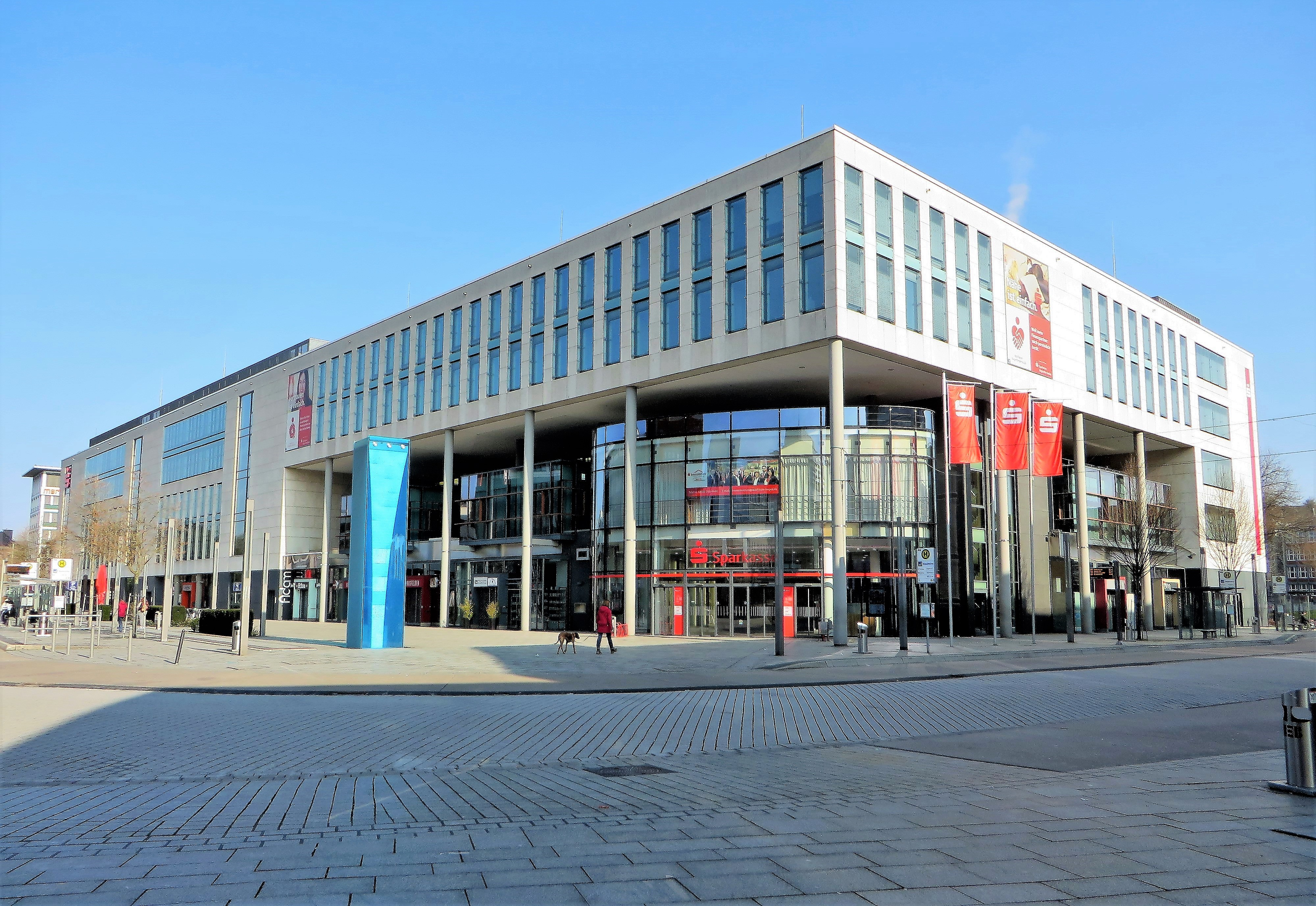
Heutiges Sparkassen-Karree auf dem selben Grundstück

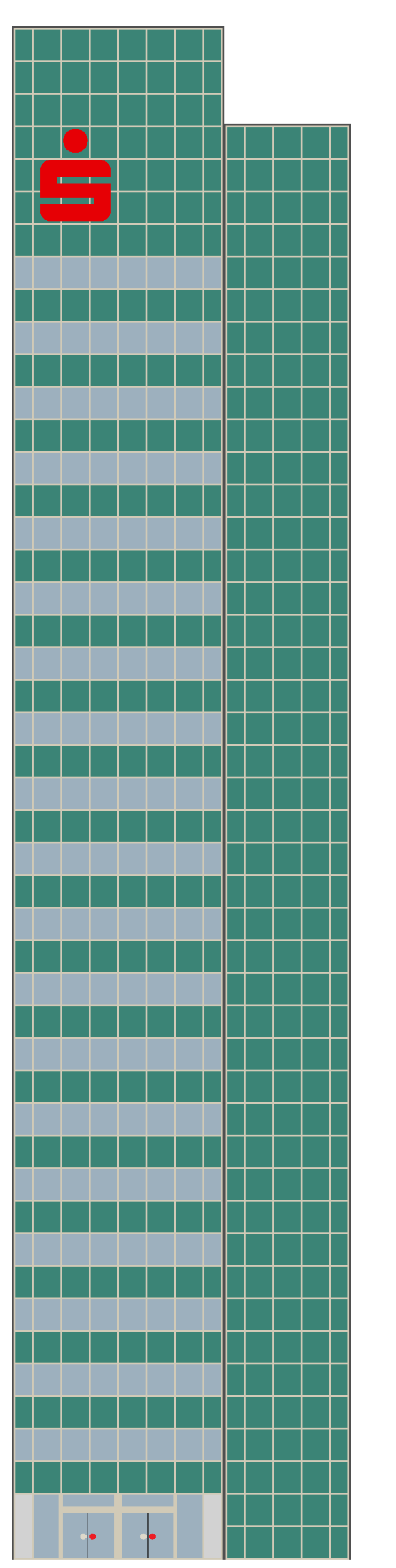
Vorne
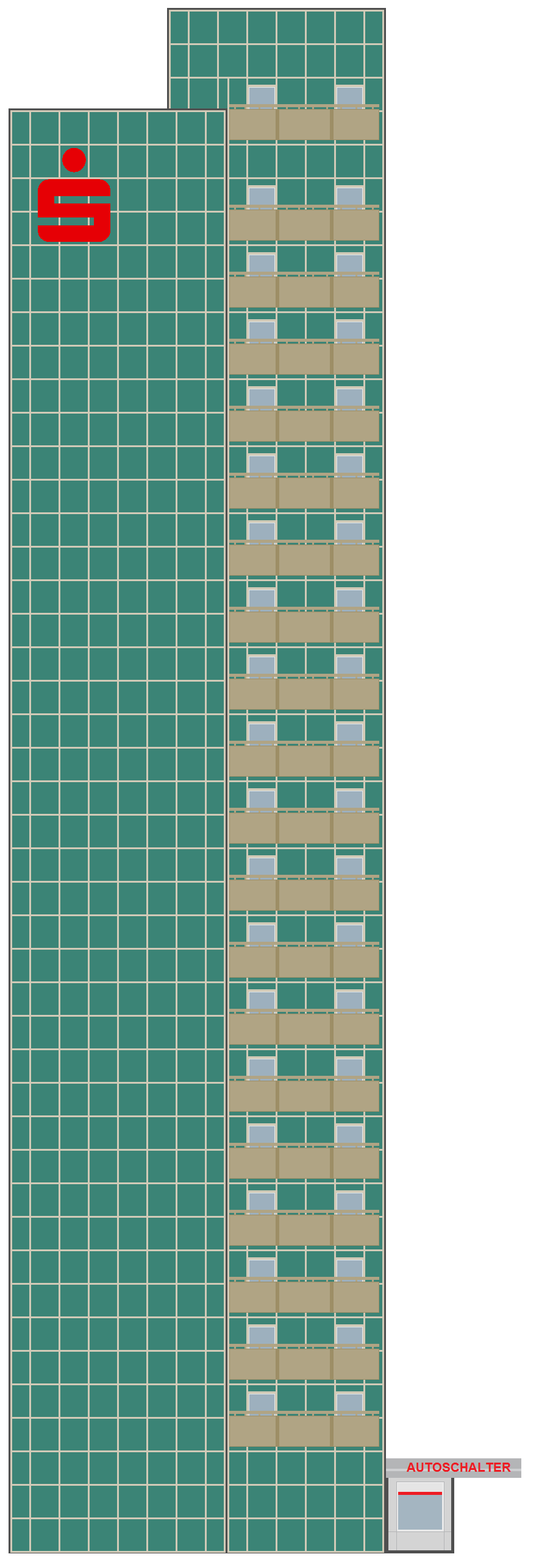
Hinten
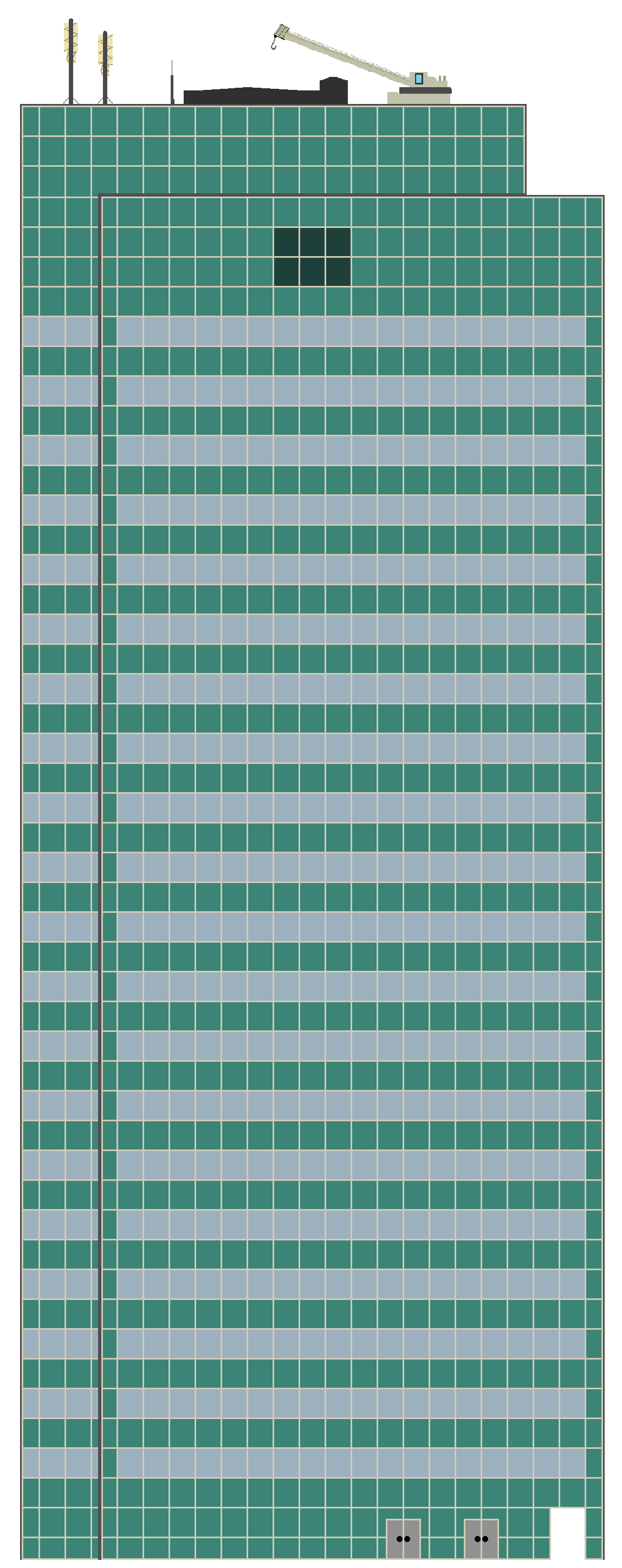
Seite aus Richtung Innenstadt
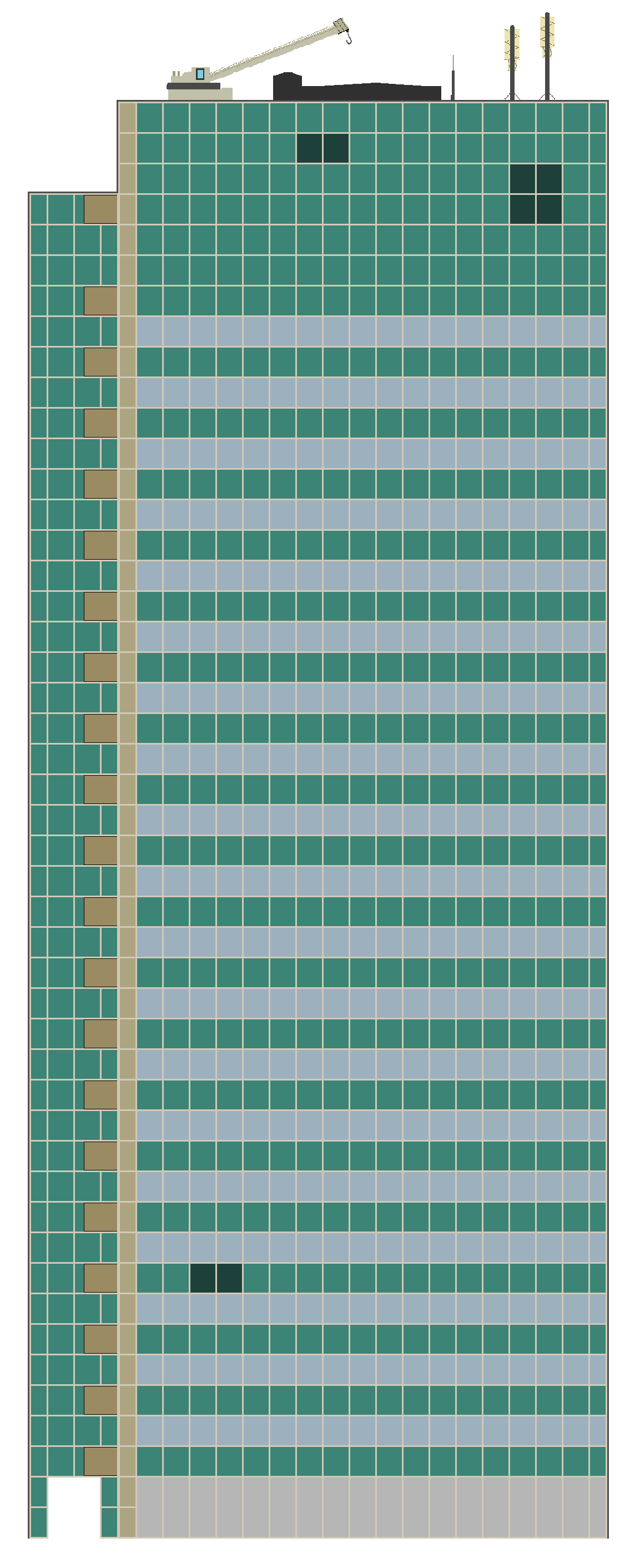
Seite aus Richtung Hauptbahnhof